# Kai Häfner
Kai Häfner (født 10. juli 1989 i Schwäbisch Gmünd, Tyskland) er en tysk håndboldspiller, som spiller i TSV Hannover-Burgdorf og på Tysklands herrehåndboldlandshold.
Han deltog under EM i håndbold 2020 i Sverige/Østrig/Norge.